# Хмельницкое (Днепропетровская область)
Хмельницкое (укр. Хмельницьке) — село,
Новософиевский сельский совет,
Никопольский район,
Днепропетровская область,
Украина.
Код КОАТУУ — 1222984504. Население по переписи 2001 года составляло 315 человек.

## Географическое положение
Село Хмельницкое находится на правом берегу реки Солёная,
выше по течению на расстоянии в 2 км расположено село Александровка,
ниже по течению на расстоянии в 3,5 км расположено село Шолохово,
на противоположном берегу — село Горняцкое (Покровский городской совет).
По селу протекает пересыхающий ручей с запрудой.